# Арголіда
Арголі́да (грец. Αργολίδα) — північно-східна область у Стародавній Греції та ном Греції в Пелопоннесі. 

## Історія
В XVIII—XVII століттях до н. е. Арголіда — один з центрів Крито-мікенської культури — переживала культурне та економічне піднесення. 
Після дорійського завоювання в 12 столітті до н. е. Арголіда поступово занепадає і в IV столітті до н. е. підпадає під владу Спарти. Пізніше входила до Ахейського союзу.

## Муніципалітети і комуни
| Муніципалітет | YPES код | Місцева влада (якщо відрізняється) | Поштовий код |
| ------------- | -------- | ---------------------------------- | ------------ |
| Аргос         | 0402     |                                    | 212 00       |
| Асіні         | 0403     | Дрепано                            | 210 60       |
| Аскліпіо      | 0404     | Лігуріо                            | 210 52       |
| Епідавр       | 0406     | Архая-Епідаврос                    | 210 54       |
| Ерміоні       | 0407     |                                    | 210 51       |
| Куцоподі      | 0408     |                                    | 210 00       |
| Краніді       | 0409     |                                    | 213 00       |
| Лерна         | 0410     | Мілі                               | 212 00       |
| Ліркія        | 0411     |                                    | 210 58       |
| Мідея         | 0412     | Ая-Тріада (Мербака)                | 210 55       |
| Мікінес       | 0413     |                                    | 212 00       |
| Нафпліон      | 0414     |                                    | 211 00       |
| Неа-Кіос      | 0415     |                                    | 210 53       |
| Неа-Тірінфа   | 0416     | Тірінс                             | 211 00       |
| Комуна        | YPES код | Місцева влада (якщо відрізняється) | Поштовий код |
| Ахладокампос  | 0405     |                                    | 210 57       |
| Алеа          | 0401     | Скотіні́                            | 205 00       |